# Trimmatom zapotes
 Trimmatom zapotes es una especie de peces de la familia de los Gobiidae en el orden de los Perciformes.

## Hábitat
Es un pez de mar, de clima tropical y demersal, que vive entre 30 y 10 m de profundidad.

## Distribución geográfica
Se encuentra en Queensland (Australia ).

## Observaciones
Es inofensivo para los humanos. 